# Constantin Andreas von Regel
Constantin Andreas von Regel (litauiska Konstantinas Regelis), född den 10 augusti 1890 i Sankt Petersburg, död den 22 maj 1970 i Zürich, var en rysk-litauisk trädgårdsman och botanist, sonson till Eduard August von Regel.
Regel var direktor för den botaniska trädgården i Kaunas från dess grundande 1923. Auktorsnamnet C.Regel kan användas för Constantin Andreas von Regel i samband med ett vetenskapligt namn inom botaniken; se Wikipediaartiklar som länkar till auktorsnamnet.